# 阿茶麗·布喬
阿茶麗·布喬（羅馬化：Atcharee Buakhiao，1995年12月24日—），小名Tian，2016年泰國地球小姐，為泰國第8電視台前女演員及模特。

## 早期生活
Tian於1995年12月24日出生於泰國清邁府。大學畢業於清邁大學的政治學與公共管理學院。

## 演藝經歷
2016年，Tian參賽泰國環球小姐榮獲亞軍；更於同年獲選為2016年的泰國地球小姐，並獲得特別獎項「最佳民族服飾」金牌的殊榮。
2020年首度出演電視劇《月夜咒靈》，飾演Phasinee與Phetusa。

## 影視作品

### 電視劇
| 首播年份 | 戲名               | 戲名    | 播放平台 | 角色       | 備註 |
| 首播年份 | 譯名               | 原文名  | 播放平台 | 角色       | 備註 |
| 2020年   | 《月夜咒靈》       |         | Thai Ch8 | Phasinee   | 配角 |
| 2020年   | 《月夜咒靈》       | Phetusa | Thai Ch8 |            | 配角 |
| 2020年   | 《湄南河珍寶》     |         | Thai Ch8 | 未知       | 配角 |
| 2021年   | 《孽宅》           |         | Thai Ch8 | Rae Rai    | 配角 |
| 2022年   | 《詭布》           |         | Thai Ch8 | Phumaree   | 配角 |
| 2023年   | 《冒險與槍林彈雨》 |         | Thai Ch8 | Rungsaeng  | 配角 |
| 待公布   | 《鱷夫》           |         | Thai Ch8 | Taphaokaew | 主演 |

### 網路劇
| 首播年份 | 戲名         | 戲名   | 播放平台 | 角色     | 備註 |
| 首播年份 | 譯名         | 原文名 | 播放平台 | 角色     | 備註 |
| 2023年   | 《愛的香氣》 |        | WeTV     | Phasinee | 配角 |

## 外部連結
- 阿茶麗·布喬的Instagram帳戶（泰文）
- YouTube上的阿茶麗·布喬頻道（泰文）